# Джори, Виктор
Виктор Джори (англ. Victor Jory; 1902—1982) — американский актёр театра, кино и телевидения. В молодости выступал в амплуа романтического героя, затем зачастую ему доставались роли злодеев. Послужной список Виктора Джори, отдавшего актёрской профессии более пятидесяти лет, включает не менее 120 художественных фильмов, 400 спектаклей, 500 эпизодов телевизионных сериалов и 1200 радиопостановок.

## Биография

### Ранние годы
Виктор Джори родился 23 ноября 1902 года в городе Доусон в Юконе, Канада. Его родителями были граждане США. Отец, Эдвин Джори, был торговцем лошадьми из Орегона. Мать, уроженка Виргинии, работала в газете. Родители Виктора развелись ещё до его рождения. Детство Джори провёл в бедности, вынужден был начать работать в самом юном возрасте, сначала на бумажной фабрике в Астории, затем в лесозаготовительной компании. Во время работы он получил сильнейший удар током от электрической турбины. Чтобы сохранить Джори левую руку, в которую пришёлся разряд, врачи предписали ему заниматься боксом. Поскольку у него не было возможности научиться боксу в Астории, в четырнадцать лет Виктор переехал в Ванкувер, где у его матери оставалась ещё некоторая собственность. Джори настолько преуспел в занятиях боксом, что вскоре выиграл титул чемпиона Британской Колумбии в полутяжёлом весе. В возрасте с 14 до 17 лет он провёл немало времени на боксёрском ринге и неплохо зарабатывал на этом. Также Джори занимался борьбой, а ради дополнительного заработка стал участвовать в спектаклях местного театра в качестве статиста. Этот первый актёрский опыт определил его дальнейший выбор профессии.

### Актёрская карьера

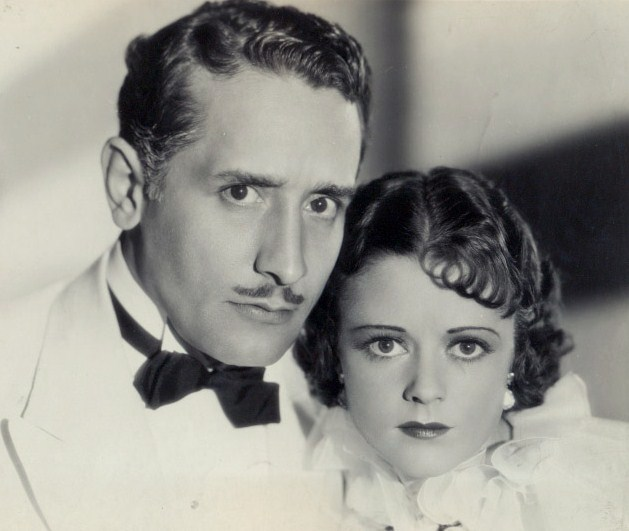
Виктор Джори и Хэзер Эйнджел в фильме «Убийство в Тринидаде» (1934)

В восемнадцать лет Джори переехал в калифорнийский город Пасадина. Он год проучился в Калифорнийском университете в Беркли. Уроки актёрского мастерства Джори брал у Гилмора Брауна в пасадинском театре. В 1920—1932 годах Джори гастролировал с театральными труппами, работал в провинциальных театрах, в общей сложности сыграл более чем в четырёх сотнях спектаклей. В 1929 году он добрался до нью-йоркской сцены, с успехом дебютировал на Бродвее в постановке «Беркли-свер» с Лесли Говардом в главной роли. Помимо участия в постановках в качестве актёра Джори осваивал и другие театральные профессии — выступал режиссёром и написал две пьесы, которые были поставлены на Бродвее.
В Голливуде Джори дебютировал в 1930 году с небольшой ролью в фильме «Отступники» с Уорнером Бакстером. Но полноценным киноактёром он стал немного позже. В 1932 году Джори исполнил главную роль в калифорнийской постановке комедии Нормана Красны «Погромче, пожалуйста», и на него обратил внимание агент киностудии Fox, пригласивший актёра на кинопробы. Поначалу ему доставались роли романтических героев. В этом качестве высокий красавец-брюнет атлетического сложения привлекал в кинотеатры женскую аудиторию. Но лучше всего Джори удавались роли безжалостных негодяев. Первый успех в кино пришёл к нему после роли Оберона в фильме 1935 года «Сон в летнюю ночь». Его исполнение газета New York Times назвала «очень впечатляющим». Другие заметные роли того периода — индеец Джо в «Приключениях Тома Сойера», жестокий управляющий Джонас Уилкерсон в «Унесённых ветром» и техасский патриот Уильям Тревис в «Человеке победы». В 1940 году Джори предстал на экранах в образе борца с преступностью Тени в одноимённом сериале производства Columbia Pictures. За короткий период времени в начале 1940-х годов он снялся в тринадцати малобюджетных вестернах продюсерской компании Гарри Шермана, из которых семь были о Хопалонге Кэссиди.
В дальнейшем Джори успешно совмещал работу в кино и на театральной сцене, его голос звучал во многих радиопостановках. В годы Второй мировой войны он был мобилизован и служил в береговой охране США в калифорнийском Монтерее, был чемпионом по борьбе и боксу среди сослуживцев. С начала 1950-х Джори начал сниматься в телесериалах. Его наиболее заметной работой на телевидении стала главная роль в 78-серийном полицейском сериале Manhunt, который демонстрировался в 1959—1961 годах.

### Поздние годы

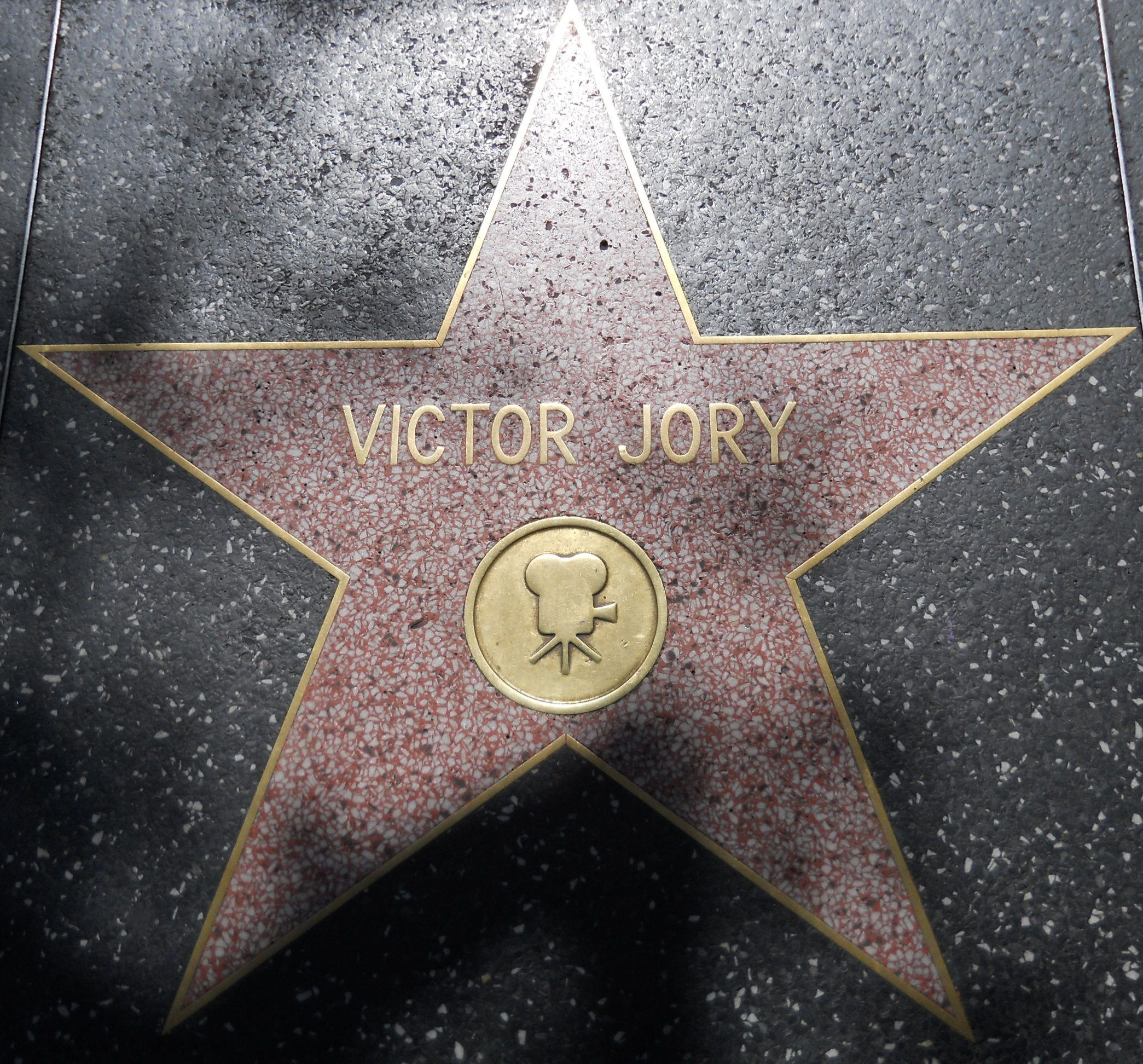
Звезда Виктора Джори на голливудской «Аллее славы»

Джори любил путешествовать и вёл газетную колонку о своих поездках. В качестве хобби он занимался созданием ювелирных изделий и парфюмерии. Также Джори был библиофилом и собрал внушительную коллекцию книг времён американской гражданской войны. В 1964 году вместе с актрисами Колин Грэй и Сьюзан Сэфорт Джори выступал на слушаниях в Конгрессе США в поддержку конституционной поправки, разрешающей чтение молитв в школе.
Даже в преклонном возрасте Джори продолжал сниматься, а также занимался репетиторством с молодыми актёрами и читал лекции по актёрскому мастерству в учебных заведениях. В 1973 году в Луисвилле был открыт театр, носящий имя Виктора Джори. Его руководителем был сын актёра, Джон. Сам Виктор Джори впервые появился на сцене этого театра в постановке пьесы Теннесси Уильямса «Кошка на раскалённой крыше» и затем хотя бы раз выходил на сцену в каждом театральном сезоне вплоть до своей смерти. Кроме того, Джори-старший поставил несколько спектаклей в Луисвилле в качестве режиссёра. Он умер от сердечного приступа в своём доме в Санта-Монике 12 февраля 1982 года на восьмидесятом году жизни. На голливудской «Аллее славы» есть звезда Виктора Джори.

## Семья
23 декабря 1928 года Джори женился на актрисе Джин Иннесс, в браке с которой прожил до её смерти в 1978 году. У них родилось двое детей — Джон Джори, много лет проработавший художественным руководителем Актёрского театра в Луисвилле, а в 2000 году ставший профессором драматической школы Вашингтонского университета, и Джин Джори Андерсон, пробовавшая себя в актёрской профессии и работавшая на театральном факультете Университета штата Юта.

## Избранная фильмография
Полная фильмография Виктора Джори насчитывает более 150 фильмов и телевизионных сериалов.
- 1933 — Ярмарка штата — Хуп Тосс Бейкер
- 1934 — Мадам Дюбарри — герцог Арман д’Эгийон
- 1935 — Сон в летнюю ночь — Оберон
- 1937 — Первая леди — сенатор Гордон Кин
- 1938 — Приключения Тома Сойера — Индеец Джо
- 1939 — Додж-Сити — Янси
- 1939 — Каждое утро я умираю — Грейс
- 1939 — Унесённые ветром — Джонас Вилкерсон
- 1940 — Тень — Ламонт Крэнстон
- 1940 — Одинокий волк встречает леди — Клэй Бодин
- 1941 — Секреты Одинокого волка — Дэн Стривер
- 1948 — Кармен — Гарсия
- 1949 — Женский секрет — Брук Мэтьюз
- 1953 — Женщины-кошки с Луны — Кип Рейсснер
- 1953 — Человек из Аламо — Джесс Уэйд
- 1954 — Долина фараонов — вождь туарегов
- 1956 — Смерть негодяя — Леонард Уилсон
- 1960 — Из породы беглецов — Джейб М. Торренс
- 1962 — Сотворившая чудо — Артур Келлер
- 1964 — Осень шайеннов — Высокое дерево
- 1969 — Золото Маккенны — читает закадровый текст
- 1973 — Мотылёк — индейский вождь